# Гліб Володимирович (князь рязанський)
Гліб Володи́мирович (*д/н — 1219) — співкнязь рязанський у 1212—1219 роках, князь пронський у 1207—1219 роках.

## Життєпис
Старший син Володимира Глібовича, князя Пронського. Перша письмова згадка про нього відноситься до 1195 року, коли був присутній у м. Володимир на весіллі Костянтина, сина Всеволода Юрійовича, великого князя Володимирського.
У 1196 році виступив на допомогу своєму тестю Давиду Ростиславичу, князю Смоленському, у війні з Ярославом Всеволодовичем. князем Чернігівським, й Ігорем Святославичем, князем Новгород-сіверським. Під час кампанії Гліб ледве уникнув полону.
У 1207 році після смерті стрийка Всеволода Глібовича розділив з рідними братами Олегом і Ізяславом та стриєчним братом Михайлом Пронське князівство. Невдовзі погиркався з Ізяславом і Михайлом. Останніх підтримав Роман Глібович, князь Рязанський, і князь Святослав Глібович Пронський. У відповідь Гліб з іншим братом Олегом звинуватив Романа і Святослава в зраді великому князю Всеволоду Юрійовичу, який викликав звинувачених до себе й запроторив до в'язниці.
Втім брат Ізяслав Володимирович тримався у Пронську, який взяли в облогу Гліб і Олег Володимировичі. На допомогу Ізяславу виступив Роман Ігорович, князь рязанський, але зазнав поразки. Невдовзі той потрапив у полон, а 1208 року Ізяслав втік до Чернігова. Втім спроба Гліба отримати Рязанське князівство не виправдалася — великий князь Всеволод Юрійович поставив там своїм намісником сина Ярослава. Гліб і Олег залишилися Пронськими князями, до яких додався ще один брат Костянтин.
1212 року новий великий князь володимирський Юрій Всеволодович відновив князівську владу в Рязані, де співкнязями стали Роман Ігорович і Гліб Володимировичем. Поступово стосунки між ними погіршувалися. Для вирішення питань розподілу влади в Рязанському і Пронському князівствах скликано княжий з'їзд в Ісадах. На той час Олег Володимирович помер й Рязань між собою оскаржували Роман і Гліб, а Пронськ — рідні брати Гліб, Костянтин, Ізяслав, їхні стриєчні брати Михайло Всеволодович, Ростислав і Святослав Святославичі та Гліб Ігорович. Гліб і Костянтин Володимировичі тут за підтримки половців підступно вбили усіх суперників.
Проте Глібу не вдалося захопити Рязань, де отаборився Інгвар Ігорович. 1219 року двічі за підтримки великого князя Юрія Всеволодовича завдав поразки половцям, яких привів Гліб Володимирович. Після цього втік до половців, де невдовзі помер.